# Thonningia sanguinea
Espèce
Classification phylogénétique
Thonningia sanguinea, aussi appelée palmier de la biche blanche, est une espèce de plantes à fleurs de la famille des Balanophoraceae et du genre Thonningia. Elle est originaire d'Afrique où elle est également appelée badéngbwé en yaoundé, au Cameroun.

## Description
Thonningia sanguinea a été découverte par Martin Vahl, un botaniste dano-norvégien, et a été recensée en 1810. Cette espèce s'étend sur le territoire africain. On la retrouve en Sierra Leone au Cameroun, du Gabon au Congo, mais aussi au Soudan Oriental, au Kenya, en Ouganda, en Angola et en Côte d'Ivoire. Elle est très présente en région tropicale et boisée, à une altitude de 1 700 m.
Cette espèce est un holoparasite que l'on retrouve sur les arbres. La plante parasite les plants de palmiers, d'hévéa et de cacaoyer. Elle  est incapable de produire de la chlorophylle, et totalement dépendante de son hôte. Elle mesure généralement un peu moins de 20 cm de hauteur. Seule l'inflorescence est perçue hors de terre, à environ 7 cm de hauteur et est de couleur rose.

## Propriété
Bien que l'infestation de Thonningia sanguinea ne soit généralement pas fatale, elle peut causer une certaine perte de vigueur chez son hôte. Une infestation massive et fatale a cependant été enregistrée dans la Province méridionale de Sierra Leone, causant ainsi la mort d'hévéas. 

## Utilisation
Alimentationla racine aromatique est utilisée comme épice pour agrémenter les soupes.
Médecine traditionnellela plante entière pilée et utilisée en cas de dysenterie ; préparée en pommade, elle traite les gonflements ; en cataplasme, elle favorise la maturation des abcès et enfin pilée et diluée dans de l'eau, elle s'utilise comme bain de bouche pour contrer les caries, les gingivites et autres infections buccales. La racine est utilisée comme vermifuge ; une décoction de racine traite les rhumatismes. La fleur est utilisée en décoction pour traiter les maux de gorge et laryngites ; mais aussi comme vermifuge lorsqu'elle est mélangée à d'autres plantes ; pilée et mélangée à du piment, elle forme une pâte et s'utilise comme lavement en cas d'hémorroïdes ou est frottée sur la nuque en cas de torticolis ; le jus provenant des fleurs pressées, est utilisé comme instillation pour les yeux des enfants rachitiques et des bébés prématurés. Le rhizome et les fleurs sont transformés en pommade pour traiter les problèmes dermatologiques.
Sexualitéla plante entière pilée est utilisée comme aphrodisiaque.
Médecinedéjà utilisée en médecine traditionnelle en Côte d'Ivoire pour contrer les diarrhées dont celle causée par la salmonellose, les extraits de fleur de Thonningia sanguinea constituent une thérapie alternative au traitement de la salmonellose, et plus principalement pour la fièvre typhoïde. Aussi, les flavonoïdes présents dans Thonningia sanguinea auraient des propriétés bactéricides et seraient utilisés dans le traitement des staphylococcoses.